# Las Águilas
Las Águilas es un barrio de la ciudad de Madrid, ubicado en el distrito de Latina. Está delimitado, al noreste, por la avenida de los Poblados, al este, por el parque de las Cruces, al sur, por la avenida de la Aviación y, al noroeste, por el paseo de Extremadura.

## Historia
Al suroeste de la ciudad de Madrid, las primeras actividades económicas de la zona, previas al establecimiento del barrio consistían en fincas de agricultura y explotación ganadera. Destacaba desde los años 30 a inicios de los 60 por su gran extensión la "Huerta el Polvorín" asentada en gran parte de lo que es actualmente el barrio, siendo ésta propiedad de la familia Blázquez-Serra, trasladada a la capital a inicios del siglo XX desde la zona montañosa de Moratalaz.
A finales de los años 50 e inicios de la década posterior, el régimen de Francisco Franco a través del Sindicato Nacional de la Vivienda, comenzó a diseñar el trazado actual de calles y avenidas, basándose en un modelo de construcción de gestión público-privada. Las primeras viviendas se finalizan en los años 60, recibiendo a población joven de recién casados con capacidad económica para adquirir nueva vivienda, muy alejado del modelo predominante en barrios cercanos, en situación mucho más precaria. Cabe destacar la ampliación del Metro de Madrid, que a través de la línea 5 conectó la zona con toda la capital desde sus primeros momentos.
A finales de la década de 1960 el gobierno desea dotar a la zona de mejores conexiones y servicios, por lo que las fincas son compradas a sus propietarios a precio de mercado, estableciéndose en su lugar polideportivos, centros comerciales y zonas de ocio y consumo.

## Geografía y población
Tiene una superficie de 360,96 hectáreas, la población es de 57390 habitantes con 159 habitantes/hectárea y tiene 20.956 hogares. Su población está envejecida, siendo ésta originalmente perteneciente a la clase media.

## Transportes

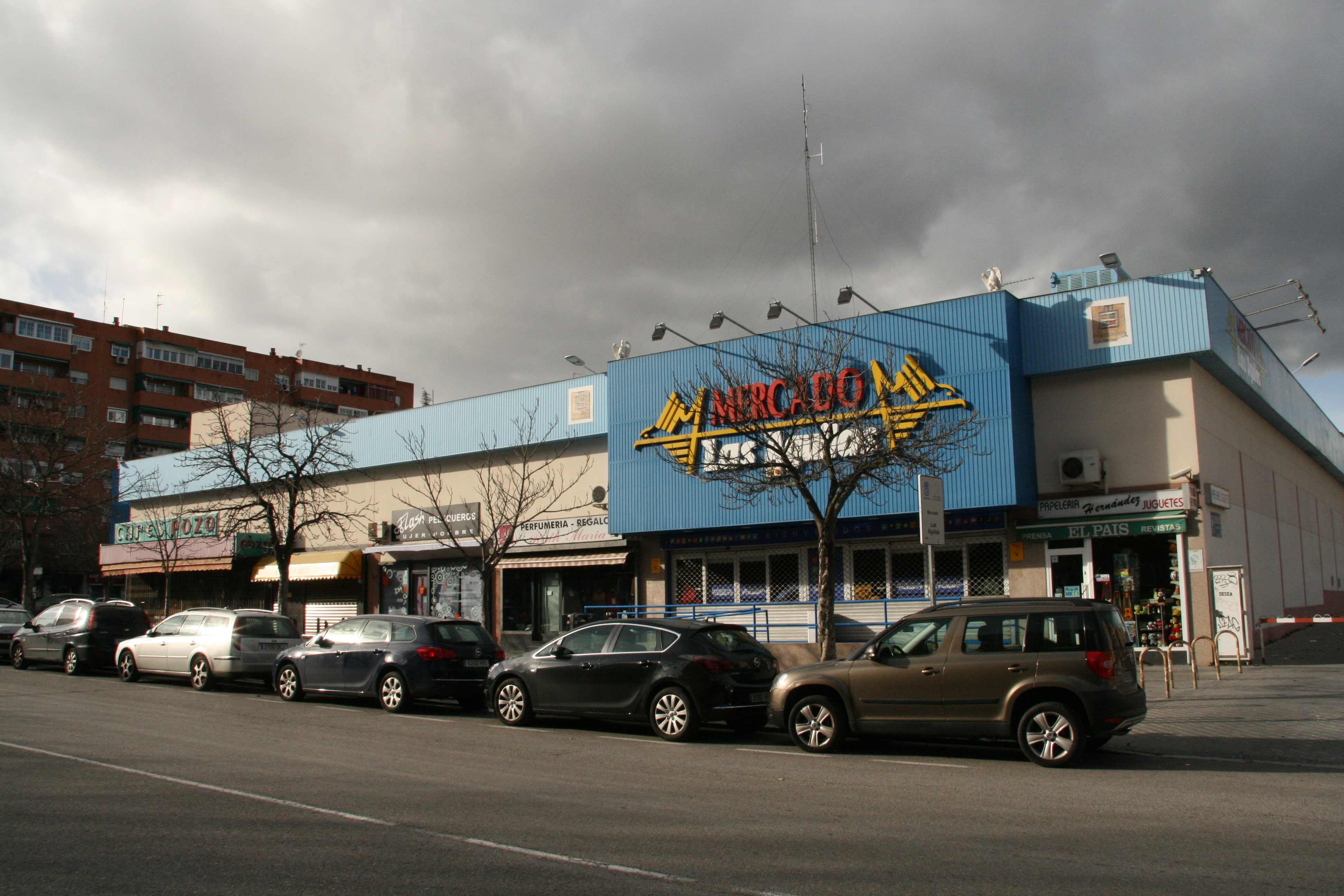
Mercado del barrio

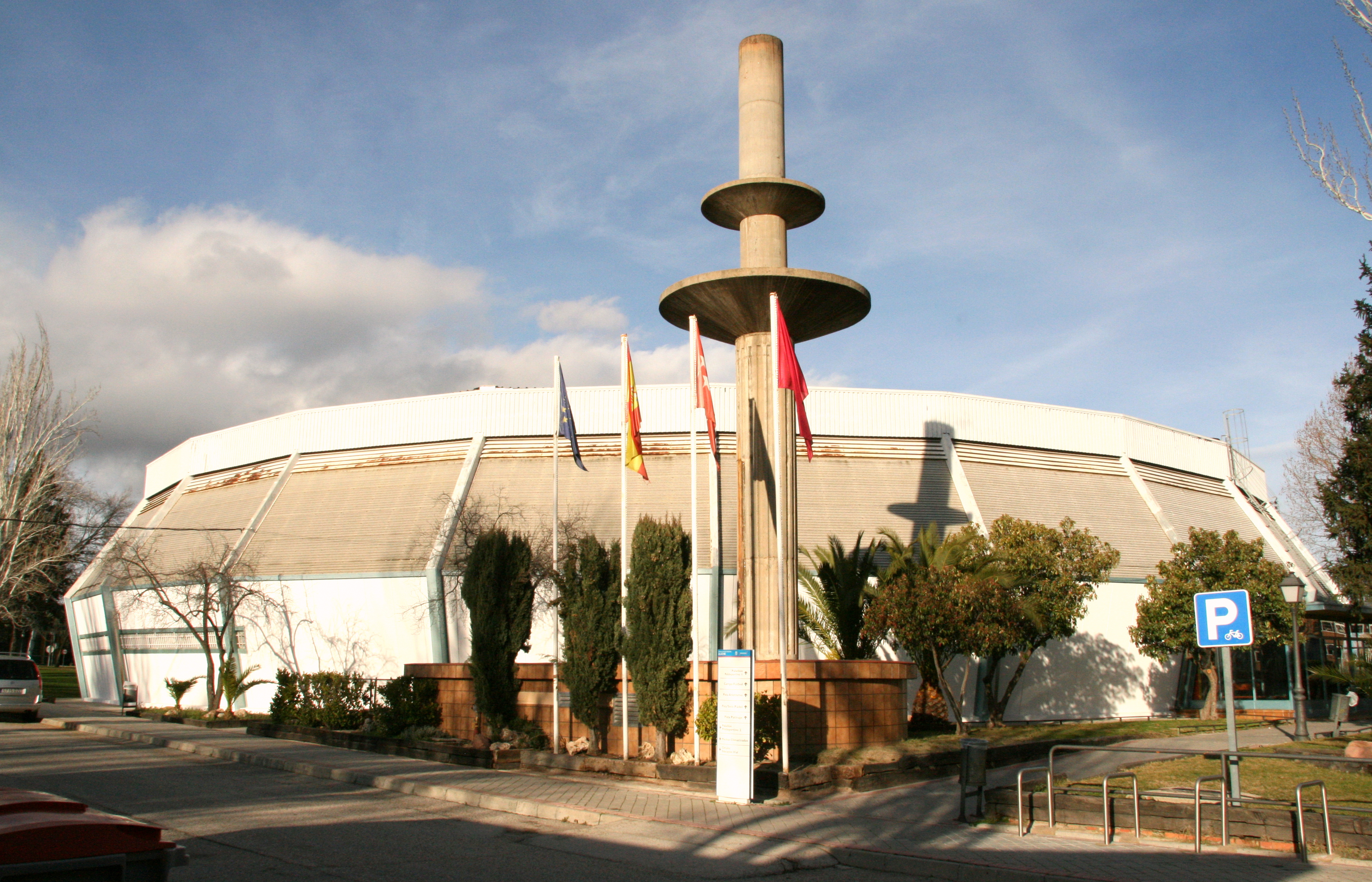
Pabellón cubierto del polideportivo de Aluche, una de las instalaciones más antiguas del recinto

### Cercanías Madrid
El barrio de Las Águilas tiene tres estaciones de Cercanías: Aluche, Maestra Justa Freire-Polideportivo Aluche y Las Águilas, las tres pertenecientes a la línea C-5

### Metro de Madrid
Las líneas 5 y 10 dan servicio al barrio, con las estaciones de Aluche y Aviación Española, respectivamente. Asimismo, las estaciones Empalme y Campamento, de la línea 5; Cuatro Vientos y Colonia Jardín, de la línea 10; y Carabanchel Alto, de la línea 11, se encuentran cerca de los límites del barrio.

### Autobuses

#### Líneas urbanas
| Línea | Terminales                                      |
| ----- | ----------------------------------------------- |
| 17    | Plaza Mayor – Parque Europa                     |
| 31    | Plaza Mayor – Aluche                            |
| 34    | Cibeles – Las Águilas                           |
| 36    | Atocha – Campamento                             |
| 39    | Plaza de España – Colonia San Ignacio de Loyola |
| 121   | Campamento – Hospital 12 de Octubre             |
| 131   | Campamento – Villaverde Alto                    |
| 138   | Cristo Rey – Colonia San Ignacio de Loyola      |
| 139   | Dehesa del Príncipe – Carabanchel Alto          |
| 155   | Plaza Elíptica – Aluche                         |
| H     | Aluche – Campus de Somosaguas                   |
| N18   | Cibeles – Las Águilas                           |
| N19   | Cibeles – Colonia San Ignacio de Loyola         |
| N26   | Alonso Martínez – Aluche                        |

## Lugares de interés y monumentos
- La plaza del Olivo
- Los jardines continentales
- Fuente del parque de las cruces
- Monumento del Bombero
- Estatua de Miguel Hernández
- Estatua de Valle-Inclán
- Estatua de Doctor Esquerdo
- Estatua de la Mujer
- Monumento al bombardeo a Hiroshima que sucedió el 7 de agosto
- Monumento al Doctor de Blas